# Sữa tươi

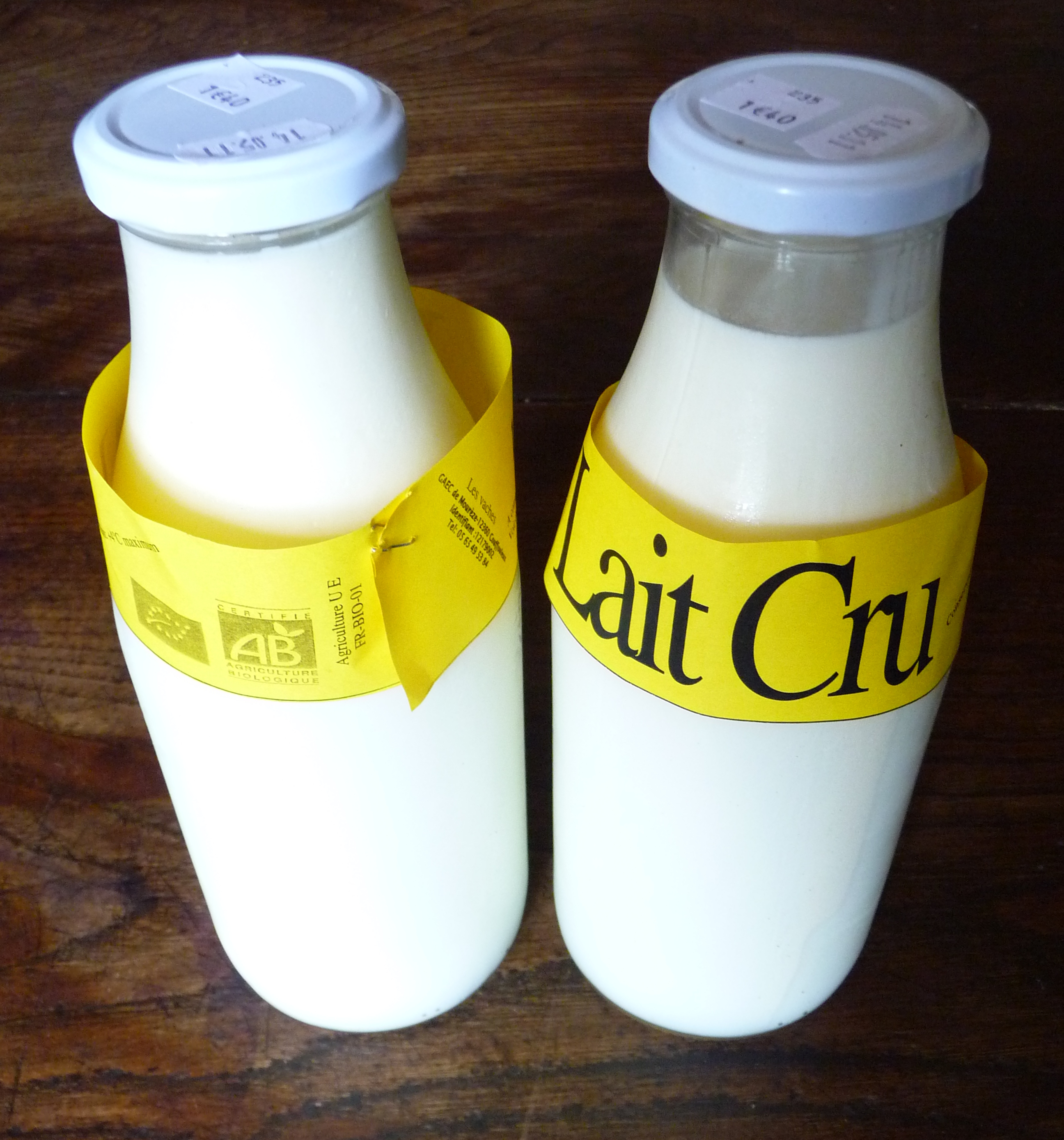
Hai lọ sữa tươi tiệt trùng

Sữa tươi là các loại sữa động vật (bò sữa, dê, cừu...) ở dạng nguyên liệu thô, dạng nước, chưa qua chế biến hoặc chỉ mới qua sơ chế và chưa được tiệt trùng hay khử trùng triệt để bởi các thiết bị xử lý nhiệt vi lọc, sữa tươi được bảo quản và vận chuyển trong điều kiện lạnh trước và trong khi sử dụng. Loại sữa tươi thông dụng nhất là sữa bò tươi do tính phổ biến của sản lượng sữa bò.
Sữa tươi chưa bao giờ vượt quá nhiệt độ là 40 độ C, nghĩa là gần với nhiệt độ cơ thể của con vật. Việc tiêu thụ sữa tươi đã hạn chế ở các đô thị phương Tây, nhất là sau khi người ta có thể khử trùng bằng phương pháp Pasteur trong năm 1864, nhưng ở những vùng nông thôn và đặc biệt là ở các vùng thảo nguyên, đồng cỏ chăn thả hoặc trang trại chăn nuôi bò sữa thì việc tiêu thụ này không hạn chế nhiều lắm.

Sữa tươi so với sữa tươi thanh trùng không có lợi điểm gì cả. Nó có thể chứa những vi trùng hại cho sức khỏe và như vậy lan truyền bệnh tật. Số lượng vi trùng trong sữa tươi lệ thuộc vào thực phẩm gia súc, tình trạng sức khỏe của gia súc, kỹ thuật lấy sữa, cũng như vệ sinh trong lúc lấy sữa.

## Chế biến

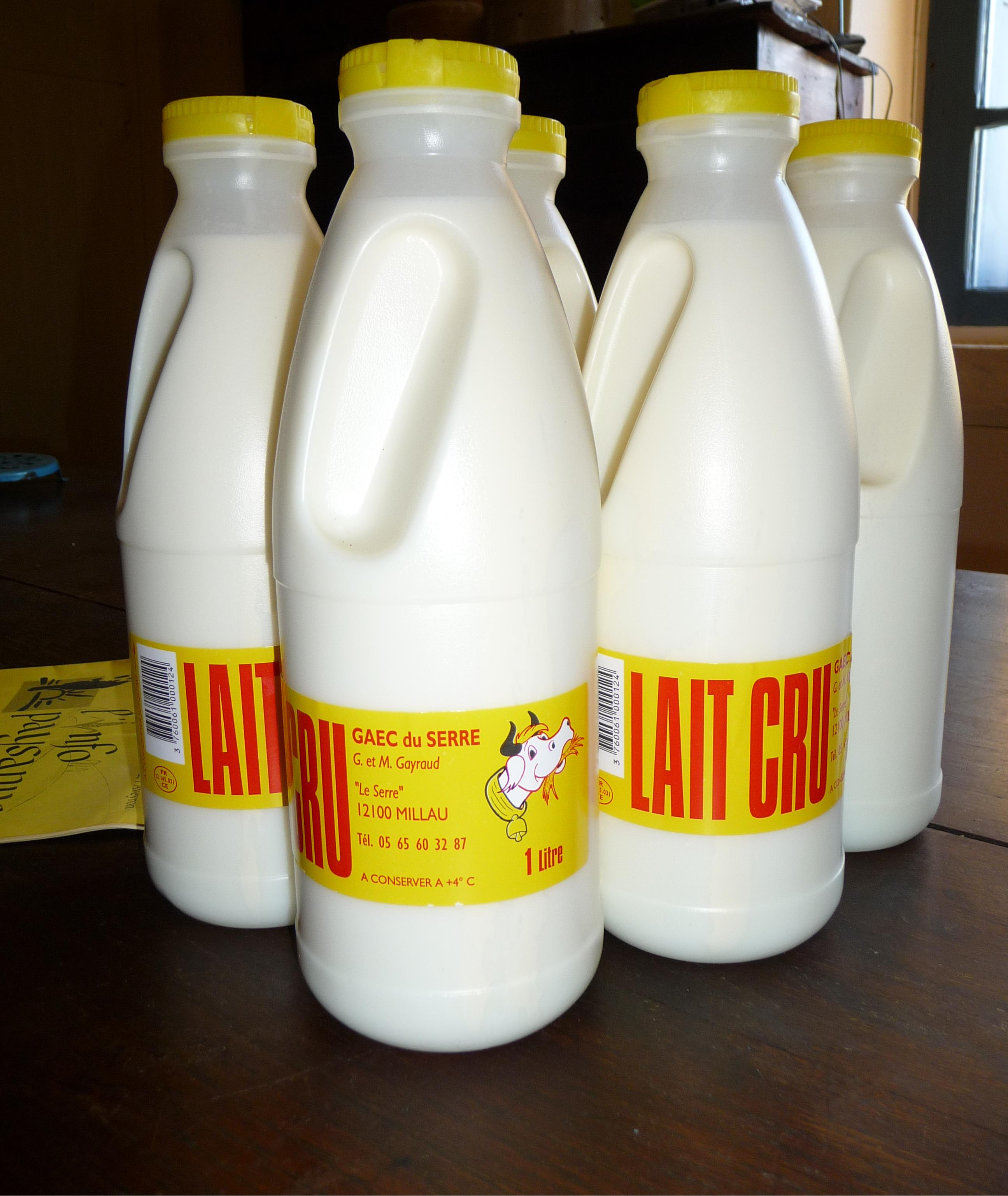
Một sản phẩm sữa tươi

Sữa bò tươi được vắt trực tiếp từ bò thường chứa nhiều vi khuẩn, vì thế các bác sĩ luôn khuyến cáo không nên uống sữa tươi mới vắt mà chưa qua xử lý, nhiều công nghệ xử lý, đóng gói sữa tươi đã ra đời. Bằng những kỹ thuật xử lý khác nhau, sữa nguyên liệu ban đầu sẽ trở thành sữa tươi thanh trùng hay sữa tươi tiệt trùng 
- Sữa tươi tiệt trùng thường được xử lý ở nhiệt độ cao (từ 140 - 143 độ C) trong khoảng thời gian ngắn 3 - 4 giây. cho nên sản phẩm có thể được bảo quản ở nhiệt độ bình thường và thường có thời hạn sử dụng từ 6 tháng đến một năm.
- Sữa tươi thanh trùng được xử lý ở nhiệt độ thấp hơn (75 độ C) trong khoảng 30 giây, sau đó được làm lạnh đột ngột xuống 4 độ C. Do được xử lý ở nhiệt độ vừa phải nên sữa tươi thanh trùng giữ được hầu như toàn bộ các vitamin, khoáng chất quan trọng có trong sữa nguyên liệu và vẫn đảm bảo được hương vị thơm ngon đặc trưng của sữa bò tươi tự nhiên.[4]

Sản xuất sữa tươi tiệt trùng hay thanh trùng phải qua quy trình chặt chẽ. Ngay sau khi vắt xong, trong vòng một giờ, sữa bò tươi nguyên liệu nhanh chóng được đưa vào hệ thống bảo quản lạnh, sữa tươi được gia nhiệt ở 84-85oC trong 30-40 giây, đủ đảm bảo diệt hầu hết vi khuẩn có hại và được làm lạnh nhanh xuống 1-2oC, được bảo quản liên tục ở 2-6oC để sử dụng trực tiếp trong 7-10 ngày. Sữa tươi thanh trùng phải được bảo quản ở 2-6oC liên tục nhằm khống chế vi khuẩn phát triển và sử dụng trong thời gian ngắn. Tuy nhiên, nếu muốn uống sữa tươi nóng cũng đơn giản, chỉ cần cho vào làm nóng ở 400C là có thể uống được.

## Tiêu chuẩn

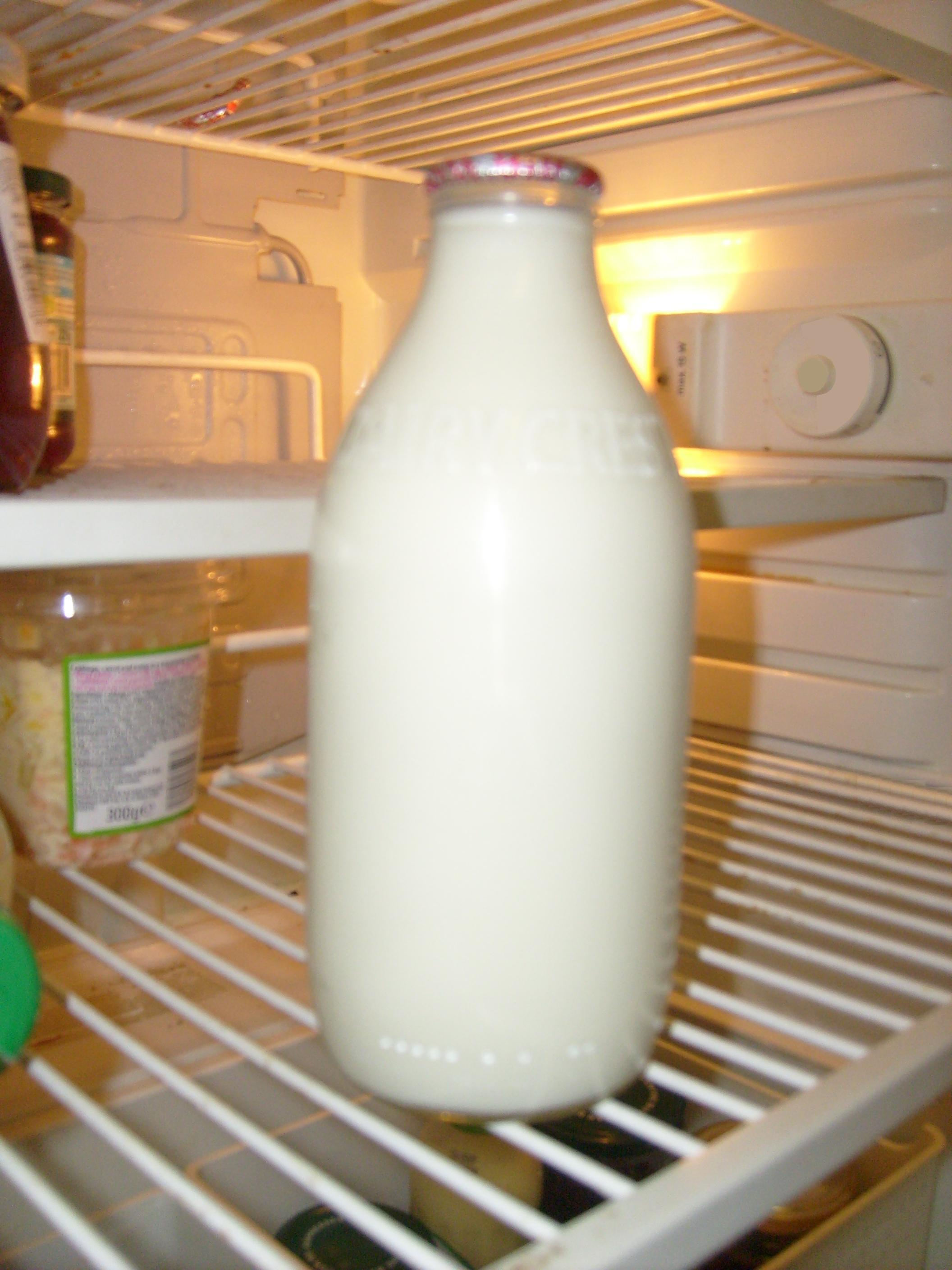
Một sản phẩm sữa tươi

Quy định về thương mại, phân phối sữa nguyên liệu đóng gói có khác nhau trên toàn thế giới. Một số nước đã cấm hoàn toàn, nhưng nhiều người đã có lệnh cấm một phần không hạn chế việc mua sữa nguyên liệu trực tiếp từ nông dân. Đôi khi sữa nguyên liệu được phân phối thông qua một chương trình trong đó người tiêu dùng sở hữu một phần về các loại sữa bò, và có thể được coi là tiêu thụ sữa từ động vật của riêng mình. Đôi khi sữa nguyên liệu được bán để cho động vật hoặc vật nuôi tiêu thụ, hoặc cho sử dụng khác như xà phòng.
Theo tiêu chuẩn Việt Nam (TCVN) 7028:2002: Để được công nhận là sữa tươi tiệt trùng, sản phẩm phải được chế biến từ sữa tươi nguyên liệu và qua xử lý ở nhiệt độ cao. Nếu có bổ sung sữa bột hoặc chất béo sữa để chuẩn hóa nguyên liệu thì hàm lượng pha chế thêm cũng không quá 1%, tính theo khối lượng của sữa tươi nguyên liệu hay phải có 99% nguyên liệu là sữa tươi.
Đối với những sản phẩm sữa được chế biến bằng cách pha thêm nguyên liệu sữa bột và chất béo sữa, nước... qua xử lý ở nhiệt độ cao thì phải gọi là sữa hoàn nguyên tiệt trùng và các nhà sản xuất phải ghi rõ trên bao bì là "Sữa hoàn nguyên tiệt trùng". Sữa tươi cần phải bảo quản cẩn thận, chỉ cần một giọt nước rơi vào là sữa sẽ bị lên men hoặc kết tủa ngay. Dù đã qua giai đoạn thanh trùng nhưng hạn sử dụng của sữa tươi cũng chỉ nâng lên 8-10 ngày, còn nếu chế biến theo phương pháp nấu sữa tươi như dân gian vẫn áp dụng thì chỉ sử dụng được trong vòng 2 ngày.

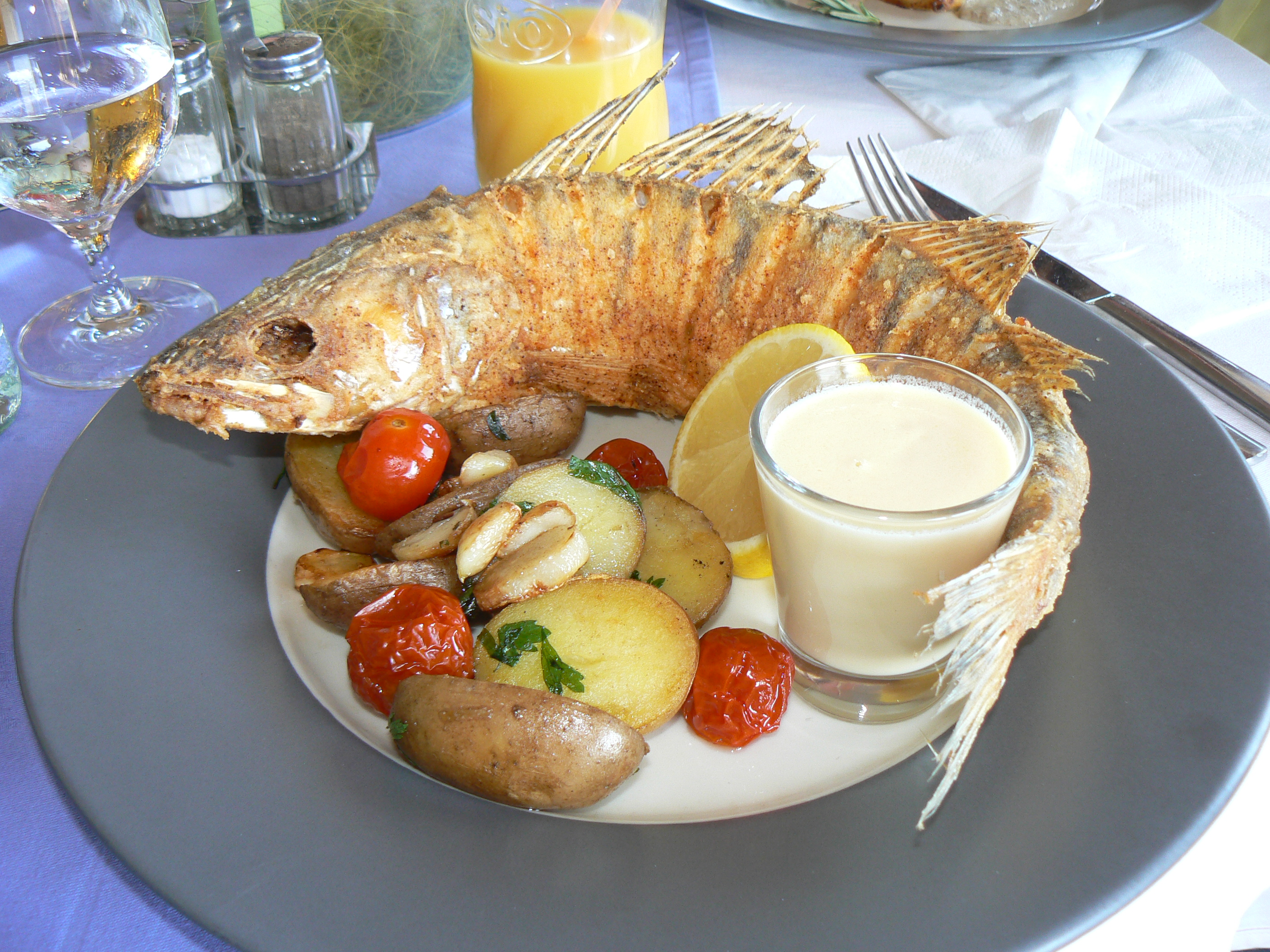
Một ly sữa tươi trong một bữa ăn

## Công dụng
Một ly sữa tươi cung cấp gần 30% lượng calci và hơn 23% phosphor cần thiết mỗi ngày. Ở các nước phát triển, sữa tươi được xem là thực phẩm rất giàu dinh dưỡng, giàu vitamin và khoáng chất từ thiên nhiên, rất tốt cho cơ thể. Sữa tươi không những được sử dụng thường xuyên như một thức uống hàng ngày, mà còn dùng dưới nhiều hình thức khác nhau từ pha chế, trộn với trái cây, làm bánh và thêm vào các món ăn.
Các bác sĩ và chuyên gia dinh dưỡng luôn khuyến khích người tiêu dùng uống sữa tươi 100% thiên nhiên vì không chỉ dễ uống, mùi vị thơm ngon, sữa tươi còn dễ hấp thu và có thể uống thường xuyên, liên tục dễ dàng với các hình thức bao bì đóng gói tiện dụng.
Từ thời xưa, con người đã biết dùng sữa tươi để làm đẹp, sữa tươi chứa protein, enzyme, axit lactic... giúp khắc phục các chứng bong da, mụn trứng cá, giữ ẩm, làm mịn da, chống lão hóa, tăng sức đề kháng cho da.... Nếu kết hợp uống sữa với mát xa da mặt, hiệu quả càng tốt hơn. Trước đây, các mỹ nữ trong cung đình thường được ngâm mình trong bồn tắm đầy sữa tươi khoảng 2 lần/tuần, nhằm giúp da mịn màng

## Lời khuyên

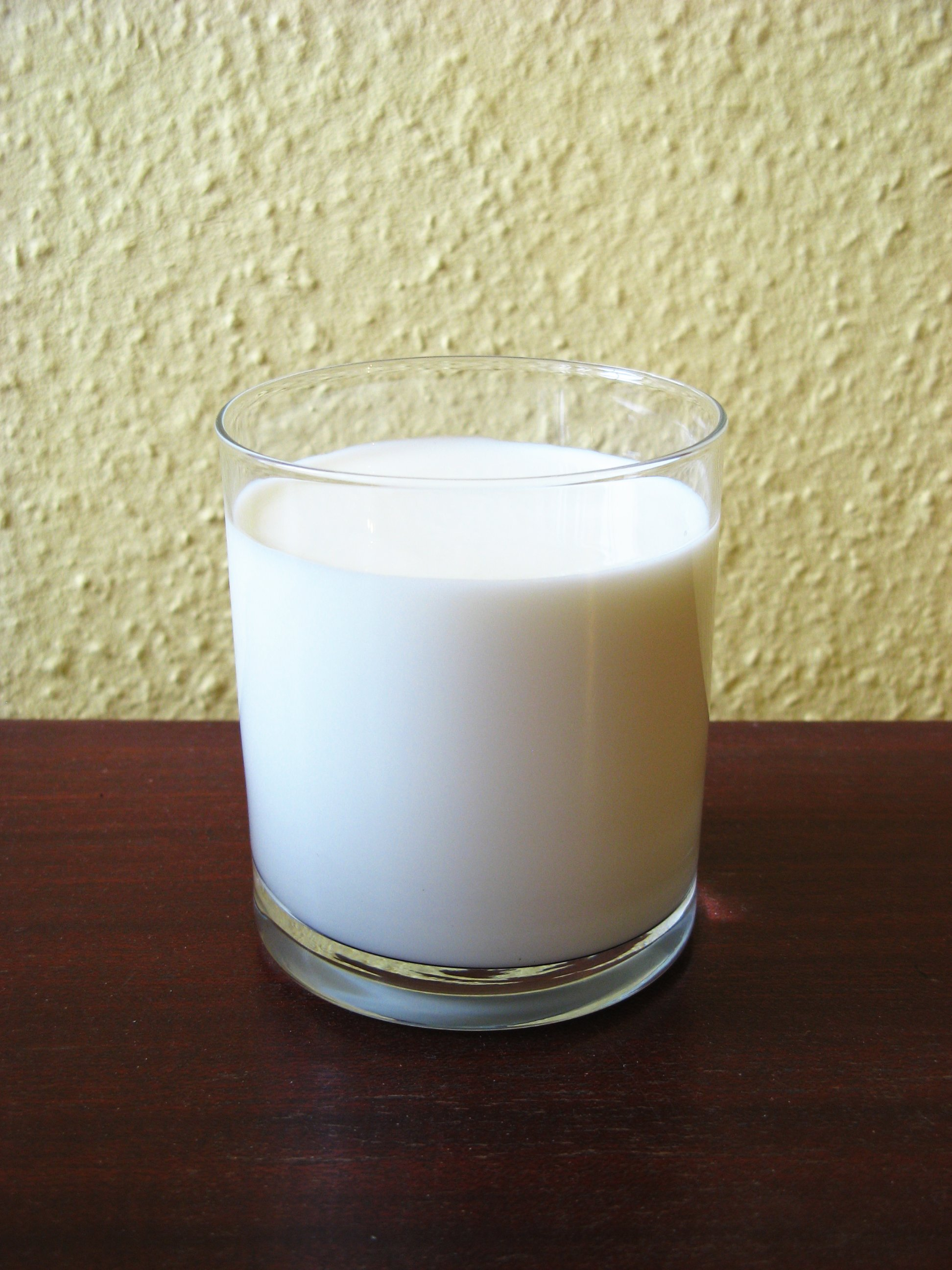
Không nên uống sữa tươi khi đói

- Không nên uống sữa tươi vào lúc bụng đói cồn cào. Tốt nhất là hãy ăn nhẹ một chút gì đó trước khi uống sữa.
- Không cho trẻ em dưới 1 tuổi trở xuống uống sữa tươi, do hệ tiêu hóa chưa hoàn chỉnh nên khó hấp thu.
- Không đun sữa quá lâu với lửa nhỏ. Nhiều người cẩn thận thường đun sữa để diệt vi khuẩn, nhưng lại đun với lửa nhỏ khá lâu, thành phần dinh dưỡng trong sữa tươi sẽ bị phá huỷ, làm giảm hiệu quả đối với sức khoẻ.
- Không cho đường vào lúc sữa đang nóng, vì trong sữa bò và đường có chứa lysine sẽ phản ứng khi nhiệt độ cao, sinh ra lysine gốc glucose, chất này có hại cho cơ thể. Cách làm chính xác là để sữa vừa ấm mới cho đường.
- Trong sữa tươi có chất gây ngủ uống sữa tươi tốt nhất là vào lúc trời gần tối hoặc trước khi ngủ nửa tiếng đồng hồ sẽ giúp dễ ngủ hơn.[9]
- Không đun sữa bằng lửa nhỏ, đun như vậy sẽ làm giảm vitamin trong sữa, giảm giá trị dinh dưỡng. Vì đun sữa bằng lửa nhỏ, thời gian đun kéo dài, chất dinh dưỡng trong sữa càng dễ bị oxy phá hoại. Cách làm khoa học là đun to lửa, khi sôi rút lửa ngay. Như vậy, vừa giữ được thành phần của sữa, lại vừa có hiệu quả sát trùng sữa.
- Không đun sữa quá lâu. Vì sữa giàu protein, khi bị nóng những hạt protein ở thể keo sẽ có biến chuyển rất lớn. Khi sữa ở 60 - 62 độ bắt đầu có hiện tượng mất nước, hạt protein từ dạng keo lỏng chuyển sang keo đặc và lắng xuống. Sữa bò còn chứa muối axit phosphor-ric không ổn định, nếu để nóng lâu, calci phosphorric mang tính axit sẽ trở thành calci phosphor-ric trung tính, lắng đọng lại khiến cho sữa mất giá trị sẵn có. Ngoài ra, khi đun sôi đến 100 độ thì đường trong sữa bắt đầu chảy nên sữa sẽ có màu nâu và dần phân giải thành axit lactic, đồng thời sản sinh ra axit formic, khiến sữa có vị chua, ảnh hưởng đến mùi vị sữa. Vì vậy, sữa chỉ nên đun sôi không nên đun lâu.
- Không nên cho đường trước. Vì trong sữa bò và đường có chứa lysine sẽ có phản ứng khi nhiệt độ cao, sinh ra lysine gốc glucose, chất này có hại cho cơ thể. Cách làm chính xác là sau khi đun sôi sữa để còn nóng già mới cho đường.[12]

## Trên thị trường

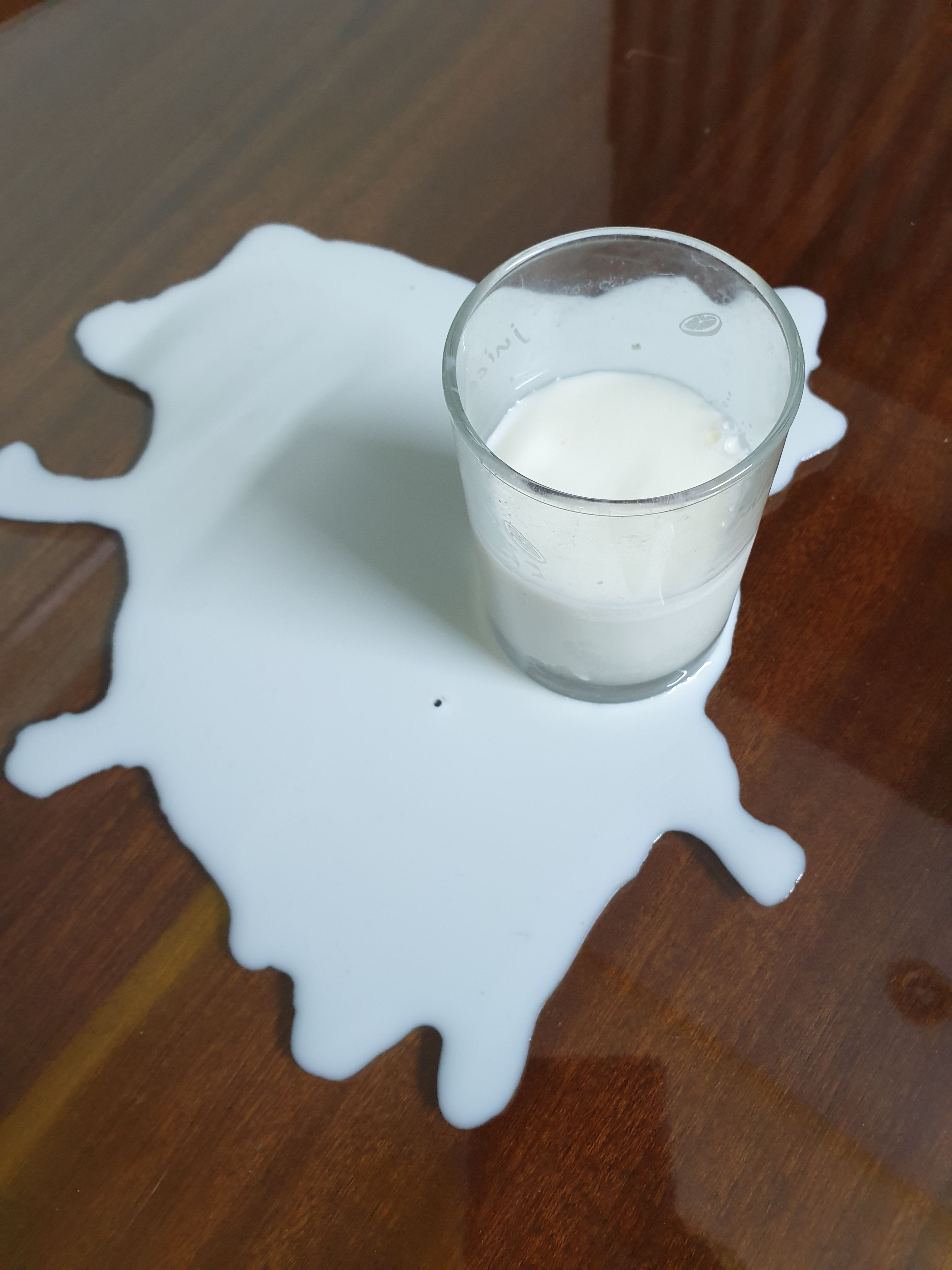
Nhiều loại sữa tươi trên thị trường thực chất là sữa bột

Ở Việt Nam, nhiều nhà sản xuất luôn quảng cáo các sản phẩm của mình là sữa tươi tiệt trùng, sữa tươi nguyên chất, nhưng có ý kiến cho rằng, đây là chiêu bài đánh lừa người tiêu dùng. Nhiều siêu thị ở Thành phố Hồ Chí Minh tràn ngập các loại "sữa tươi tiệt trùng" nhưng được sản xuất từ sữa bột. Nhiều loại sữa nước đóng hộp được gọi là "sữa tươi tiệt trùng" thực chất được chế biến chủ yếu từ sữa bột. Để bảo đảm chất lượng như sữa tươi nguyên chất, các nhà sản xuất phải bổ sung các vitamin, khoáng chất nhưng mức độ bổ sung đến đâu thì chưa ai kiểm soát được.
Bộ Nông nghiệp và Phát triển nông thôn Việt Nam cho biết tổng sản lượng sữa tươi hiện nay chỉ đáp ứng được 22% nhu cầu sữa nước nói chung. Còn lại (78%) phải dùng sữa bột hoàn nguyên. Câu hỏi đặt ra là gần 80% sữa tươi nguyên liệu còn thiếu được lý giải thế nào khi trên thị trường vẫn tràn ngập sữa tươi 100% với đủ nhãn mác, xuất xứ. Thậm chí đã phát hiện gần 11 triệu lít "sữa tươi" thực chất là sữa bột.
Chất lượng các loại sản phẩm sữa nước trên thị trường Việt Nam hiện nay có rất nhiều vấn đề cần được các cơ quan chức năng vào cuộc làm rõ. Trong công thức sản xuất sữa nước, các nhà sản xuất đã đánh tráo loại thành phần chất béo từ sữa bò nguyên chất bằng các loại dầu thực vật, các khoáng chất cần thiết của thành phần này do vậy đã bị mất đi.
Trong công thức sản xuất sữa hoàn nguyên của các nước, ngoài thành phần nước chiếm 86-87%, các thành phần vật chất khô (chiếm 12-13%), còn lại chủ yếu là bột sữa gầy – bột sữa bò đã được tách chất béo, đường, phụ gia… Nguồn chất béo sử dụng để sản xuất loại sữa này là loại AMF (anhydrous milk fat) – chất béo từ sữa bò nguyên chất. Ngoài thành phần chất béo lấy từ sữa bò nguyên chất (có giá trị dinh dưỡng cao), trong AMF còn chứa hàng loạt khoáng chất rất có lợi cho cơ thể như calci, sắt, potassium, vitamin A, B…
Tuy nhiên, nhiều nhà sản xuất sữa trong nước hiện đều sử dụng dầu thực vật (chủ yếu là dầu cọ) để thay thế cho AMF. Một trong những lý do quan trọng là giá dầu cọ chỉ bằng 1/6 giá AMF nhập khẩu. Một chuyên gia ngành thực phẩm khẳng định nếu phân tích các thành phần sữa nước hiện nay, các cơ quan chức năng cũng sẽ ghi nhận trong sản phẩm đủ độ béo, nhưng trên thực tế thì hàng loạt khoáng chất quan trọng có trong AMF lại không có trong sữa do đã bị thay thế bằng dầu thực vật. Ở Việt Nam đã phải tổ chức hội thảo để bàn về vấn đề sữa tươi sạch.